# Joeri Schroijen
Joeri Schroijen (Weert, 18 januari 1991) is een Nederlands voetballer die doorgaans speelt als linksbuiten, maar ook inzetbaar is als linksback of linkshalf. In juli 2025 verruilde hij FC Wezel Sport voor Nevok Gruitrode.

## Carrière
Schroijen zette zijn eerste schreden in het professionele voetbal in de jeugdopleiding van Fortuna Sittard en later PSV. Na enkele seizoenen stapte hij over naar FC Eindhoven. Vervolgens verhuisde hij naar Fortuna Sittard, waar hij ook debuteerde. Dat was op 24 september 2010, toen de Limburgers bezoek kregen van FC Volendam en met 1-2 onderuit gingen. Schroijen begon in de basis. De verdediger maakte zijn eerste doelpunt op 30 oktober van dat jaar, thuis tegen BV Veendam. Het seizoen erop scoorde hij weer eenmaal, dit keer tegen FC Den Bosch. Op 16 november 2012 speelde Schroijen zijn vijftigste wedstrijd voor Fortuna, thuis tegen Sparta Rotterdam (1-3 nederlaag).
Op 3 juni 2013 tekende Schroijen een contract bij de toenmalig promovendus Go Ahead Eagles voor twee seizoenen, met een optie voor nog een derde jaar. Daar kwam hij amper aan spelen toe. In januari 2014 werd hij voor de duur van anderhalf seizoen vastgelegd door VVV-Venlo, waarvan het eerste halfjaar op huurbasis. Op 24 januari maakte hij zijn debuut voor de Venlose club; toen er met 0-1 werd gewonnen op bezoek bij Willem II viel Schroijen in de tweede helft in voor Randy Wolters.
In de winter van 2015 was hij onderdeel van een spelersruil tussen VVV en Fortuna Sittard waarbij Ramon Voorn na onenigheid met trainer Peter van Vossen de overstap naar Venlo maakte en Schroijen de omgekeerde weg bewandelde. Schroijen vertrok in de zomer van 2016 transfervrij van Fortuna naar MVV Maastricht. Hier verlengde hij in 2019 zijn contract tot medio 2021.
Halverwege het seizoen 2020/21 ging hij nog juist voor het sluiten van het transferwindow naar het Griekse AO Xanthi dat uitkomt in de Super League 2. Na het mislopen van promotie naar de Super League in de play-off liet Schroijen zijn contract ontbinden en keerde terug naar Nederland. Op 22 juli 2021 tekende de Weertenaar een tweejarige verbintenis met een optie voor nog een jaar bij VVV, waar hij eerder al tussen 2014 en 2015 onder contract stond. Een jaar later nam het gedegradeerde Willem II hem over van VVV ondanks zijn nog doorlopende contract in Venlo. Bij Willem II moest Schroijen doorgaans genoegen nemen met een rol als invaller.
Ondanks een doorlopend contract lieten de Tilburgers hem na een jaar transfervrij vertrekken naar provinciegenoot Helmond Sport waar hij op 1 september 2023 een verbintenis ondertekende voor een jaar. Dat contract werd niet verlengd, omdat hij in de ogen van technisch manager Jurgen Streppel te weinig had laten zien. FC Wezel Sport nam Schroijen hierop onder contract. Een jaar later verkaste hij naar Nevok Gruitrode.

## Clubstatistieken
| Seizoen | Club              | Competitie         | Competitie | Competitie | Beker | Beker | Playoffs | Playoffs | Totaal | Totaal |
| Seizoen | Club              | Competitie         | Wed.       | Dlp.       | Wed.  | Dlp.  | Wed.     | Dlp.     | Wed.   | Dlp.   |
| ------- | ----------------- | ------------------ | ---------- | ---------- | ----- | ----- | -------- | -------- | ------ | ------ |
| 2010/11 | Fortuna Sittard   | Eerste divisie     | 12         | 1          | 1     | 0     | —        | —        | 13     | 1      |
| 2011/12 | Fortuna Sittard   | Eerste divisie     | 29         | 1          | 1     | 0     | —        | —        | 30     | 1      |
| 2012/13 | Fortuna Sittard   | Eerste divisie     | 29         | 2          | 0     | 0     | 2        | 0        | 31     | 2      |
| 2013/14 | Go Ahead Eagles   | Eredivisie         | 4          | 0          | 1     | 0     | —        | —        | 5      | 0      |
| 2013/14 | → VVV-Venlo       | Eerste divisie     | 15         | 1          | 0     | 0     | 2        | 0        | 17     | 1      |
| 2014/15 | VVV-Venlo         | Eerste divisie     | 8          | 0          | 1     | 0     | —        | —        | 9      | 0      |
| 2014/15 | → Fortuna Sittard | Eerste divisie     | 17         | 2          | 0     | 0     | —        | —        | 17     | 2      |
| 2015/16 | Fortuna Sittard   | Eerste divisie     | 35         | 4          | 1     | 0     | —        | —        | 36     | 4      |
| 2016/17 | MVV Maastricht    | Eerste divisie     | 37         | 9          | 1     | 1     | 4        | 0        | 42     | 10     |
| 2017/18 | MVV Maastricht    | Eerste divisie     | 37         | 3          | 1     | 0     | 2        | 0        | 40     | 3      |
| 2018/19 | MVV Maastricht    | Eerste divisie     | 36         | 11         | 1     | 0     | —        | —        | 37     | 11     |
| 2019/20 | MVV Maastricht    | Eerste divisie     | 28         | 8          | 1     | 0     | —        | —        | 29     | 8      |
| 2020/21 | MVV Maastricht    | Eerste divisie     | 21         | 9          | 1     | 1     | —        | —        | 22     | 10     |
| 2020/21 | AO Xanthi         | Super League 2     | 16         | 2          | 0     | 0     | 2        | 0        | 18     | 2      |
| 2021/22 | VVV-Venlo         | Eerste divisie     | 34         | 3          | 1     | 0     | —        | —        | 35     | 3      |
| 2022/23 | Willem II         | Eerste divisie     | 18         | 1          | 1     | 0     | 1        | 0        | 20     | 1      |
| 2023/24 | Helmond Sport     | Eerste divisie     | 31         | 2          | 1     | 0     | —        | —        | 32     | 2      |
| 2024/25 | FC Wezel Sport    | Tweede afdeling    | 26         | 1          | 2     | 0     | —        | —        | 28     | 1      |
| 2025/26 | Nevok Gruitrode   | Tweede provinciale | 0          | 0          | 0     | 0     | —        | —        | 0      | 0      |
| Totaal  | Totaal            | Totaal             | 433        | 60         | 15    | 2     | 13       | 0        | 461    | 62     |

Bijgewerkt op 9 juli 2025.